# جزایر مالدیو

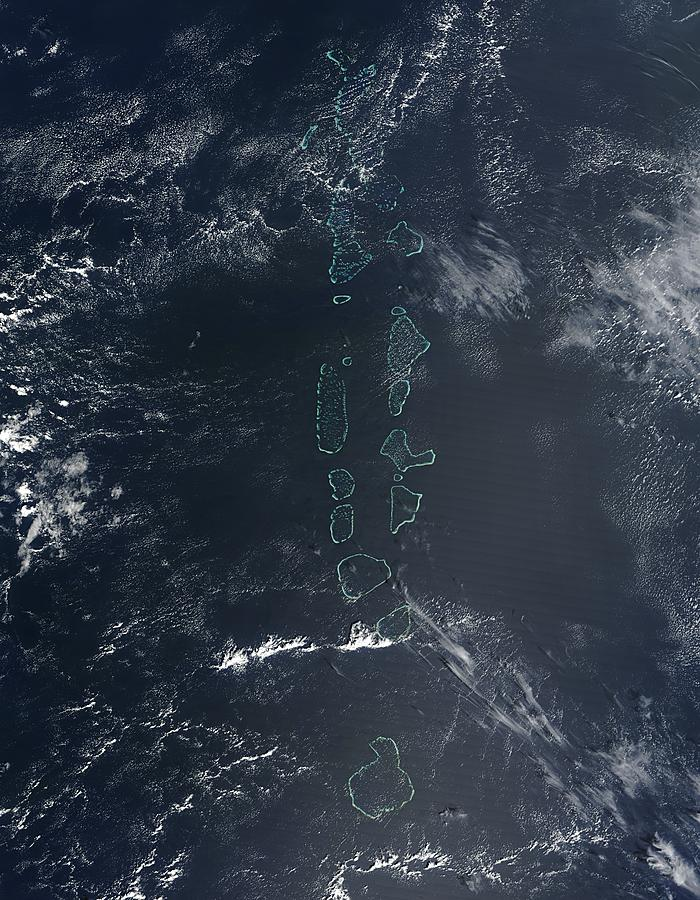
تصویر ماهواره‌ای از جزایر مالدیو

جزایر مالدیو گروهی از جزایر موجود در اقیانوس هند است که امروزه جمهوری مالدیو و جزیره مینیکوی را در منطقه اتحادیه لاکشادوپ هند تشکیل می‌دهد.
از لحاظ تاریخی مینیکوی در محدوده سلاطین مالدیو قرار داشت. در سال ۱۷۹۰ مینیکوی به کمپانی هند شرقی بریتانیا تسلیم شد و بدین ترتیب بخشی از قلمرو بریتانیا هند شد. در سال ۱۸۵۸، به دنبال شورش سیپوی‌ها در سال ۱۸۵۷، کنترل هند از کمپانی هند شرقی به تاج‌وتخت بریتانیا منتقل شد و یک دهه بعد ملکه ویکتوریا به عنوان ملکه اعلام شد.
جزایر مالدیو در سال ۱۸۸۷ به یک مستعمره بریتانیا تبدیل شد. در زمان تقسیم هند در سال ۱۹۴۷، مینیکوی به‌طور خودکار به اتحادیه جدید هند منتقل شد، در حالی که باقی مانده از مالدیو به عنوان یک سلطنت خودگردان تحت حمایت بریتانیا ادامه داشت، در نهایت در سال ۱۹۶۵ به استقلال کامل رسید.
از نظر زبانی، مینیکوی با بقیه گروه جزیره پیوند دارد.